# Väinö Korhonen
Väinö Korhonen (Jääski, 21 de dezembro de 1936) é um ex-pentatleta e esgrimista finlandês. 

## Carreira
Väinö Korhonen representou seu país nos Jogos Olímpicos de 1956, na qual conquistou a medalha de bronze, no individual e por equipes, em 1956. 